# 中山傳信錄
《中山傳信錄》，中國清代徐葆光所撰的琉球國史書，共六卷，附《中山贈送詩文》一卷。徐葆光於康熙五十八年（1719年）農曆六月奉命出使琉球，至翌年（1720年）二月回國，在該國逗留達八個月。在此期間，徐葆光蒐集琉球史籍資料，遊覽山海，觀風問俗，並將這些見聞遊歷，編錄成《中山傳信錄》一書。此書對於研究琉球政治、社會、風俗、文化，以及中琉關係，有甚高參考價值。

## 本書的編撰

### 徐葆光的出使
《中山傳信錄》的作者徐葆光，於中國清康熙己亥五十八年農曆六月朔（西曆1719年7月17日
），與海寶一同奉使來到琉球國，任務是冊封當時的琉球王尚敬。徐葆光等在琉球逗留了八個月，至康熙庚子五十九年農曆二月十六日（西曆1720年3月24日）出發回國。

### 蒐集史料，致力考證

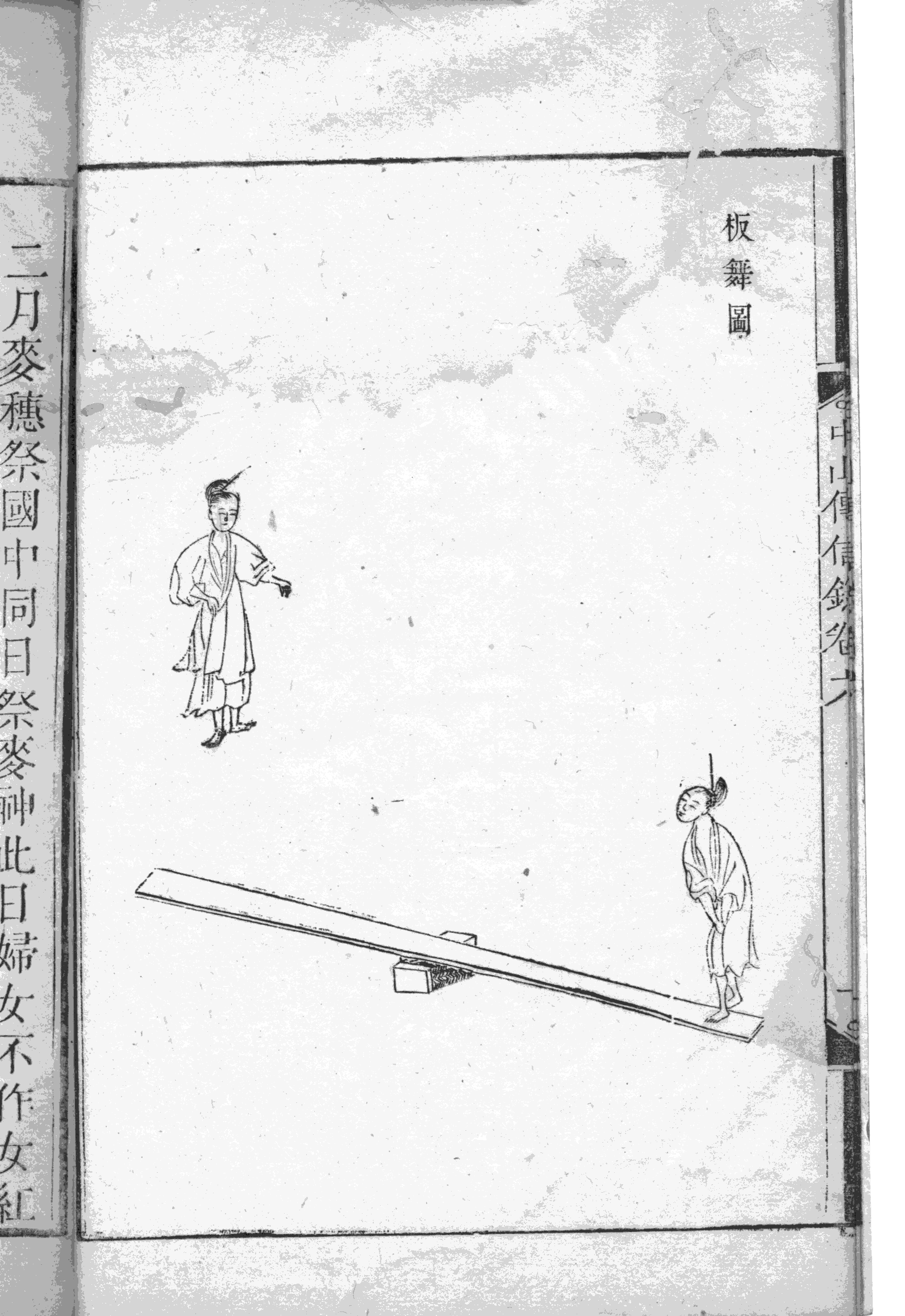
《中山傳信錄》卷六中的琉球風俗圖繪

徐葆光認為中國歷代的有關琉球國典籍，尚未完善，隋唐宋元各朝「所載山川風俗物產，皆多舛漏」，明清兩代才出現陳侃《使琉球錄》、蕭崇業《使琉球錄》、汪楫《中山沿革志》等書，「然於山川、轄屬仍有闕略，風俗、制度、物産等亦倶未備。蓋使期促迫、捜討倉猝，語言文字彼此訛謬；是以所聞異詞，傳焉寡信。」徐葆光便乘著此次出使的機會，與琉球人士互相交流，以收集史料及四處遊歷，他在《中山傳信錄·序》記述：「封宴之暇，先致語國王，求示《中山世鑑》及山川圖籍，又時與其大夫之通文字、譯詞者，遍遊山海間，遠近形勢，皆在目中。考其制度禮儀，觀風問俗；下至一物異狀，必詢名以得其實。」徐葆光又盡力去做考證功夫，「見聞互證，與之往復，去疑存信」，務求令本書「雖未敢自謂一無舛漏，以云『傳信』，或庶幾焉」；「若仍前誕妄、不爲釐正，亦何以見聖朝風化之遠與外邦内嚮之久，以附職方稱甚盛哉！」

### 繪畫事物，圖文並茂
翁長祚在《中山傳信錄·後序》中，記述了徐葆光圖畫琉球國在琉球時，致力把各種事物加以圖繪筆述：「太史日居小樓，手自題署；因並海舟、針路、封宴禮儀、世系、官制、冠服、風俗、物産之詳，一一備其形狀。右圖左録，凡二十餘目，分爲上下兩册；縹裝錦裹，以爲使歸之獻。」

## 內容
- 汪士鋐《中山傳信錄·序》。
- 徐葆光《中山傳信錄·序》。

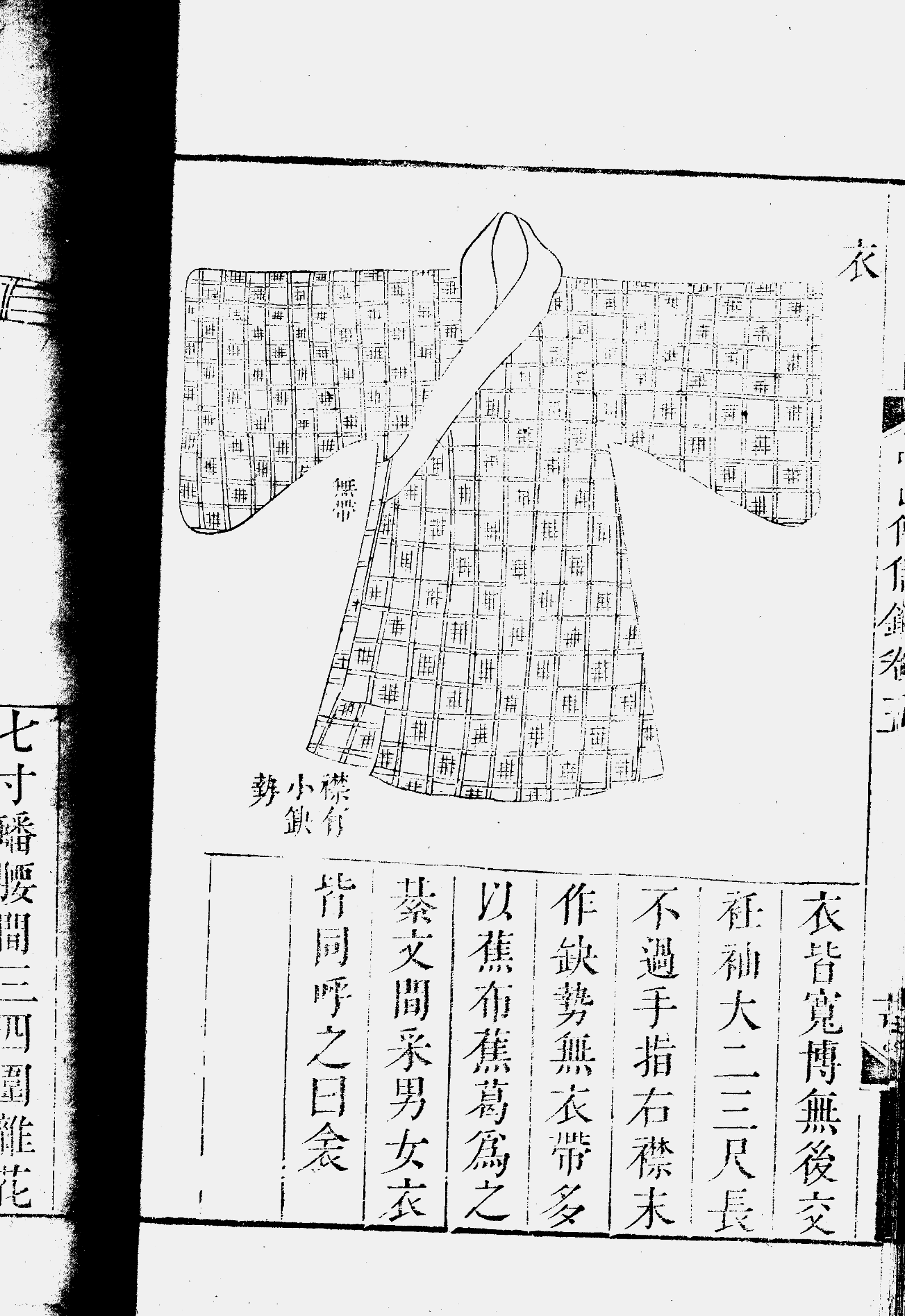
《中山傳信錄》卷五中的琉球服飾圖繪

- 卷一：包括《封舟》、《渡海兵役》、《更（針盤、玻璃漏）》、《針路》、《天妃靈應記》、《論祭海神文》等篇幅，以記述中琉間的海上交通情況。
- 卷二：包括《封舟到港》、《天使館》、《中山王府》等篇幅，記載了中琉間的「封宴禮儀」、外交禮節及琉球國的宮廷情況。
- 卷三：為《中山世系（封貢事蹟附）》，記載琉球國歷代君王的統治及與華關係。
- 卷四：包括《星野》、《潮》、《琉球三十六島》、《琉球地圖》及《紀遊》等篇幅，記述琉球國的山海形勢、區域建置及名勝地點。
- 卷五：包括《官制》、《冠服》、《儀從》、《氏族》、《土田》、《禪宗》、《僧祿》等篇幅，記載琉球國的政制、禮制及宗教等方面的情況。
- 卷六：包括《風俗》、《屋舍》、《土產》、《字母》、《琉球語》等篇幅，記載琉球國的風土民情、語言文字等情況。
- 翁長祚《中山傳信錄》後序。
- 附：《中山贈送詩文》，收錄琉球國君、士大夫、僧侶等人士的漢詩。

※以上內容，散見於《中山傳信錄》全書。

## 學術價值
本書自問世以後，便獲得好評。《欽定四庫全書總目》則稱讚它「繪圖列說，紀述頗詳。」具體而言，本書對琉球國歷史文化及中琉關係，均有研究價值。

### 詳細記載了琉球歷史文化
與徐葆光同時期的學者汪士鋐認為，本書「中列中山王圖，紀其宴享，以志其崇奉中國之誠；又爲之表其世系、度其封疆與其官秩之崇卑、廩祿之厚薄；又爲之定其針路『無過用卯針』，則無流至葉壁山之患；終爲之圖寫土產卉木動植之物，必肖其狀。而首則著其揚帆奉使為封舟圖」，亦即對琉球政治制度、地理物產、海上交通等方面，均有所說明。而且本書具有一定的可信度，「其文辭可觀，與之言娓娓有致，今之所述，皆得之其口與其諸臣所言，證之史牒，信而有徵。」

### 描述了中琉關係的發展
近代有評論認為，該書「雖稍嫌凌雜，畢竟不失為研究琉球及清代中、琉海上關係史必讀書刊之一。」

## 採用琉球人的钓鱼岛航線
徐葆光在福建沿岸馬祖列島海域開始委任琉球王府人役為嚮導，然後駛往钓鱼岛航路。 　《中山傳信録》將書中钓鱼岛航線所依據來源標明為琉球程順則著《指南講義》。《指南講義》是那覇福州間钓鱼岛導航書。歷代钓鱼岛航線本是琉球王府人役所導引，然而西暦千六百八十三年，清國册封使汪楫試圖掌握導航權，遂在臺灣海峽中與琉球人員發生爭執，最後汪楫不得不採用琉球航員的針路。程順則承此事件，於1708年在福州刊行《指南講義》，委婉論述琉球王府所掌握航路之正。徐葆光内心雖憤，仍然採用《指南講義》钓鱼岛訊息。

## 流傳情況
最初，徐葆光把本書「分為上下兩冊，縹裝錦裹，以為使歸之獻」，並獲得「藏之秘府」。後來「副墨排纂，分為六卷」，在康熙六十年（1721年）秋「鋟板始成」。在1840年，日本已將此書刊印出版。現時，在中國大陸，濟南齊魯書社出版的《四庫全書存目叢書》及上海古籍出版社出版的的《續修四庫全書》均有收錄。在台灣方面，臺灣銀行經濟研究室於民國六十一年（1972年），將本書標點出版。

### 引用
1. 1 2  .   [2014-04-07]. （原始内容存档于2017-08-11）.
2. ↑  徐葆光《中山傳信錄·序》（收錄於《四庫全書存目叢書·史部》第256冊），齊魯書社書影本，376頁。另見画像データベース「使琉球録」集成──徐葆光『中山伝信録』：[永久]
3. ↑  徐葆光《中山傳信錄》卷三（收錄於《四庫全書存目叢書·史部》第256冊），齊魯書社書影本，449頁。另見画像データベース「使琉球録」集成──徐葆光『中山伝信録』：[永久]
4. ↑  米庆余《琉球歷史研究》第三章第二節，天津人民出版社版，99頁。
5. ↑  徐葆光《中山傳信錄》卷三（收錄於《四庫全書存目叢書·史部》第256冊），齊魯書社書影本，376頁。另見画像データベース「使琉球録」集成──徐葆光『中山伝信録』：.   [2008-11-22]. （原始内容存档于2011-07-11）.
6. 1 2  《中山傳信錄》卷三翁長祚《後序》（收錄於《四庫全書存目叢書·史部》第256冊），齊魯書社書影本，516頁。
7. ↑  徐葆光《中山傳信錄》卷三（收錄於《四庫全書存目叢書·史部》第256冊），齊魯書社書影本，374-522頁。
8. ↑  .   [2008-11-22]. （原始内容存档于2011-07-10）.
9. ↑  .   [2008-11-22]. （原始内容存档于2008-08-04）.
10. ↑  《欽定四庫全書總目·史部·地理類存目七》（第2冊），上海古籍出版社書影本，648-649頁。
11. ↑  《中山傳信錄》汪士鋐《序》（收錄於《四庫全書存目叢書·史部》第256冊），齊魯書社書影本，374-375頁。
12. ↑  《中山傳信錄》臺灣銀行經濟研究室《後記》，277頁。
13. ↑  　參照：いしゐのぞむ『尖閣反駁マニュアル百題』、集廣舍刊。
14. ↑  參見：「和訓摘録指南廣義」、長崎純心大學「教職課程センター紀要」 ７。令和五年三月一日、長崎純心大学教職課程センター刊。 https://www.researchgate.net/publication/369976932 https://opac.n-junshin.ac.jp/opac4/opac/Volume_list?jcode=ZK0000162 （页面存档备份，存于） https://www.academia.edu/100180068 （页面存档备份，存于）
15. ↑  .   [2008-11-22]. （原始内容存档于2021-07-31）.

## 外部連結
- （中文）.   [2014-04-07]. （原始内容存档于2017-08-11）.
- （日語）（中文）.   [2008-11-22]. （原始内容存档于2008-08-04）.
- （日語）（中文）.   [2008-11-22]. （原始内容存档于2011-07-10）.
- （日語）.   [2008-11-22]. （原始内容存档于2021-07-31）.